# Frontenex
Frontenex är en kommun i departementet Savoie i regionen Auvergne-Rhône-Alpes i sydöstra Frankrike. Kommunen ligger i kantonen Grésy-sur-Isère som tillhör arrondissementet Albertville. År 2022 hade Frontenex 1 917 invånare.

## Befolkningsutveckling
Antalet invånare i kommunen Frontenex
| Referens: INSEE |